# 慕容恪
慕容 恪（ぼよう かく、生年不詳 - 367年5月）は、五胡十六国時代の前燕の政治家・武将である。字は元恭。鮮卑慕容部の出身であり、昌黎郡棘城県（現在の遼寧省錦州市義県の北西）の人。慕容皝の四男で、兄に慕容儁、弟に慕容垂・慕容徳がいる。母は貴人の高氏。数多の戦役で勝利を収め、前燕の中原進出に大きく貢献した。後年には宰相としても国家を支え、全盛期を築き上げた。後世の人より五胡十六国随一の名将であると評される。

## 生涯

### 慕容皝の時代

#### 頭角を現す
前燕の初代君主慕容皝と貴人高氏との間に生まれた。
高氏は慕容皝から寵愛を受けていなかった為、当初は慕容恪自身も父より目を掛けられていなかった。だが、15歳になるとその才覚を認められるようになり、将来を期待されて孫子・呉起の兵法を授かった。また、1軍の将として征伐にも従軍するようになり、やがて盪寇将軍に任じられた。
咸康4年（338年）5月、後趙の君主石虎が数十万といわれる大軍を前燕に侵攻させ、本拠地の棘城を包囲した。後趙軍は四方から一斉に攻撃を開始したが、慕輿根らの10日余りに渡る奮戦により攻略を諦めて退却を始めた。慕容恪は夜明けと共に胡人の騎兵2千を諸門から一斉に出撃させると、撤退する後趙軍に奇襲をかけた。後趙の諸軍は大いに驚き、みな甲を脱ぎ捨て遁走してしまった。慕容恪はこれに乗じて追撃を掛け、後趙軍を大敗させて3万を超える兵を討ち取るか生け捕りにした。その後、凡城（現在の河北省承徳市平泉市の南）を築いて守備兵を配置してから帰還した。
同年12月、密雲山に潜伏していた段部の首領段遼（同年1月に段部は後趙軍の侵攻により滅亡し、段遼は密雲山に逃走していた）が、後趙へ使者を派遣して降伏を申し入れると、石虎はこれを受け入れて征東将軍麻秋に3万の兵を与えて段遼を迎えに行かせた。だが、この降伏は偽りであり、段遼は密かに前燕にも降伏の使者を派遣していた。これを受け、慕容皝は自ら軍を率いて段遼を迎え入れると、彼と密謀して麻秋率いる後趙軍を奇襲する事を目論み、慕容恪に7千の精鋭を与えて密雲山に派遣した。慕容恪は密雲山に到達すると三蔵口に伏兵として潜伏し、進軍してきた麻秋の軍に大打撃を与えて兵卒の6・7割方を戦死させた。麻秋は馬を棄てて逃走したが、その司馬である陽裕を生け捕りとした。
咸康5年（339年）10月、弟の平狄将軍慕容覇（後の慕容垂）らと共に宇文別部（宇文部の傍系）へ攻め入り、これを破った。

#### 遼東を統治
咸康7年（341年）10月、度遼将軍に任じられ、平郭の統治を委ねられた。平郭を中心とする遼東一帯はかつて慕容翰・慕容仁の統治により善く鎮まっていたが、彼ら以降の諸将の中でこれに続く者はいなかった。だが、慕容恪が平郭を鎮守するようになると、彼は古くからの民を懐け、また新たに流入してきた民を撫したので、情勢は再び安定するようになった。また、幾度も高句麗の軍を破って大いにその勢威を示したので、高句麗は恐れをなして敢えて攻め入ろうとはしなくなった。
建元2年（344年）2月、慕容皝が宇文部討伐の為に親征を行うと、慕容恪は広威将軍慕容軍・平狄将軍慕容覇・折衝将軍慕輿根らと共に別動隊を率いて三道に分かれて進軍した。宇文部の大人宇文逸豆帰は南羅大渉夜干に精鋭を与えて迎撃を命じたが、前燕軍はこれを返り討ちにして渉夜干を戦死させた。これにより宇文逸豆帰は軍を放棄して漠北へ逃走し、宇文部の勢力は散亡した。この戦勝により前燕は領土を千里余り広げた。
永和元年（345年）10月、慕容恪は高句麗へ侵攻すると、南蘇城（現在の遼寧省丹東市振安区五龍山の南）を陥落させた。その後、守宰（郡太守や県令などの地方長官）を設置してから軍を帰還させた。

#### 慕容儁の継位
永和2年（346年）1月、世子の慕容儁・広威将軍慕容軍・折衝将軍慕輿根と共に1万7千の騎兵を率い、夫余の征伐に向かった。慕容儁は陣中より指示を行うのみであり、戦場での指揮の一切は慕容恪に委ねられた。慕容恪は矢石に身を晒しながら敵の前鋒軍を打ち破り、向かう所敵無しであった。そして勢いのままに夫余を攻略すると、玄王と部落5万人余りを捕らえてから軍を帰還させた。
永和4年（348年）9月、慕容皝が没し、世子の慕容儁が王位を継いだ。慕容皝は臨終の際、慕容儁へ向けて「今、中原は平定されておらず、世務（この世の務め。ここでは中華平定を指す）を図る為には、賢傑（才知が傑出している事）なる人物の助けを得なければならぬ。恪（慕容恪）は智勇共に申し分なく、その才覚は重任に堪え得るものだ。汝はこれに委ね、我が志を果たすのだ」と遺言を残した。慕容儁はその言葉に従って慕容恪を重用し、国家の大事を委ねるようになった。慕容恪もまたこの期待に応え、幾度も大功を挙げていく事となる。

### 前燕の柱石

#### 中原進出
永和5年（349年）4月、後趙では皇帝石虎の死をきっかけに、皇族同士が後継の座を争って殺し合うようになり、中原は大混乱に陥った。前燕の諸将はみなこれを好機として中原へ進出するよう説くと、慕容儁はこれに応じて出征の準備を始め、精鋭20万人余りを選抜し、戒厳令を布いて進出の機会を窺った。
同月、慕容恪は輔国将軍に抜擢され、輔義将軍陽騖・輔弼将軍慕容評と共に三輔と称され、来る中原攻略の大遠征軍の中核を任された。
永和6年（350年）2月、後趙の大将軍冉閔が皇帝石鑑や後趙の皇族を虐殺すると、自ら鄴で帝位に即いて国号を「大魏」と定めた（冉魏の建国）。冉閔の乱により後趙の支配体制が崩壊すると、慕容儁は遂に計画を実行に移し、三軍を率いて征伐を決行した。慕容恪もこれに従軍し、鮮于亮と共に慕容儁本隊の前鋒となった。前燕軍はまず安楽を攻略すると、3月には幽州最大の都市である薊を攻め落とした。これにより幽州の郡県は大半が前燕に靡くようになった。さらに前燕軍は范陽を攻略したが、4月には魯口へ侵攻するも苦戦を強いられた為、征伐を一端中止して薊まで後退した。

#### 中山を攻略
同年9月、慕容儁が再び出征を開始して冀州へ攻め入り、章武・河間の2郡を攻略すると、慕容恪は河間郡太守に任じられた。
永和7年（351年）8月、慕容恪は冉魏の勢力圏である中山へ侵攻した。唐城まで到達すると、冉魏の将軍白同と中山郡太守侯龕は共に城を固守した。慕容恪は力押しで中山を攻め降すのは難しいと判断し、慕容彪に中山攻撃を継続させると、自らは南の常山へ向かって九門に駐屯し、周囲の郡県より攻略せんとした。すると、冉魏の趙郡太守李邽は郡を挙げて慕容恪に降伏したので、これを手厚く慰撫した。その後、再び中山へ戻って包囲攻撃を掛けると、侯龕もまた城を出て降伏したので、慕容恪は彼を中尉に任じた。さらには中山を攻め落として白同を処断し、冉魏の将帥と豪族数10家を薊へ移住させ、残りの者についてはこれまで通りの生活を保障して安撫した。彼の軍は規律が非常に厳しかったので、わずかほども軍令を犯す者はいなかったという。 

#### 冉閔を討つ
永和8年（352年）4月、慕容恪は華北最大の勢力である冉魏討伐を掲げ、国相封奕らと共に軍を興して冉閔の布陣する安喜へ進撃した。冉閔が常山へ軍を移すと慕容恪もまたこれを追い、魏昌の廉台（現在の河北省石家荘市無極県の東）にて両軍は対峙した。
ここで前燕軍は10度の戦を交えたが、一度も冉閔の軍を打ち破ることが出来なかった。元々前燕にも冉閔の勇名は轟いており、また率いる兵も精鋭揃いだったため、前燕の将兵は恐れを抱くようになった。そこで慕容恪は各陣地を巡回すると、諸将へ「閔（冉閔）の士卒は飢えと疲労に苦しんでいる。加えて閔は勇猛であるものの無策であり、一夫の敵に過ぎない。その兵は精鋭に見えるが、その実使い物にならぬのだ。撃破するなど容易いことである。今、我は軍を三部に分け、犄角の勢（軍を分けて配置し、互いに呼応しあう事）を為してこれを待たん」と激励して回ったため、兵卒は士気を取り戻した。
冉魏軍には歩兵が多く前燕軍には騎兵が多かったため、冉閔は戦場を林の中へ持ち込もうとしていた。慕容恪の参軍高開は「我らは騎兵であり、平地に利があります。もし閔（冉閔）が林に入ってしまえば、制するのは不可といえましょう。急ぎ軽騎を派遣してこれを迎え撃ち、合戦となってすぐに偽って退却し、平地へ誘い込むのです。然る後に撃つべきです」と進言すると、慕容恪はこれに従い、敵軍を平地へ誘き寄せた。
目論み通りに冉魏軍が策に嵌って平地へ誘い出てくると、慕容恪は全軍を三つ部隊に分け、左右両翼の諸将へ「閔は軽はずみに行動を起こしたがる人物であり、また我が軍の勢いが敵に非ざると判断しているだろう。必ずや決死の軍で我が中軍に突撃してくるはずだ。今、我は武具を身に纏って陣を厚く固め、その到来を待ち受ける。諸君らはただ兵を鼓舞して合戦の始まりを傍らで待ち、始まれば軍を動かして挟撃するのだ。どうしてこれで勝てぬだろうか」と命じた。また自ら率いる本隊には方陣を形成し、射撃の巧い鮮卑五千人を選抜して各々の馬を鉄の鎖で結んだ上で陣列の前方に配置した。
両軍の合戦が始まると、冉閔は朱龍という1日に千里走るといわれる駿馬に跨り、左手では双刃矛を、右手では鉤戟を操りながら、前燕軍を攻め立てて自ら300人余りを討ち取った。さらに、大将旗を望み見て敵本陣が近い事を知り、勢いのまま突撃を仕掛けた。ここで慕容恪は両翼の部隊を動かして挟撃を仕掛けさせ、冉魏軍を大いに破って7千人余りを討ち取った。冉閔は幾重にも包囲を受け、突破して東へ20里に渡り逃走を図ったが、朱龍が突如倒れてしまった事で前燕軍に捕らえられた。この戦いで冉魏の僕射劉羣を討ち取り、また董閏・張温を捕らえて冉閔と共に薊へ送還した。冉閔の子の冉操は逃走し、元後趙の将王午が統治する魯口へ亡命した。
その後、慕容恪は滹沱に軍を駐屯させた。冉魏の将軍蘇彦は配下の金光に騎兵数千を与えて慕容恪の陣を襲撃させたが、慕容恪はこれを返り討ちにして金光を討ち取った。蘇彦は大いに恐れ、并州へ逃走した。慕容恪はさらに進軍を続け、常山まで到達した。その後、慕容儁の命により軍を戻し、中山を鎮守した。
同年8月には慕容評が冉魏の首都である鄴を攻め落とし、これにより冉魏は完全に滅亡した。

#### 魯口攻略
以前より後趙の旧将である王午は、魯口を占拠して事実上の独立体制を敷いていたが、冉閔の敗北を知ると同年7月に安国王を称して正式に自立した。
8月、慕容恪は封奕・陽騖と共に魯口へ侵攻すると、王午は籠城を図ると共に冉閔の子の冉操を前燕へ送還し、許しを請うた。これを受け、慕容恪らは城外の食糧を略奪してから軍を帰還させた。
10月、王午討伐の為に再び兵を挙げ、安平に陣を布くと、兵糧を蓄えて攻城兵器を整え、城攻めの準備を進めた。そのような中、中山郡出身の蘇林という人物が無極において反乱を起こし、自らを天子と称した。これを受け、慕容恪は魯口から引き返すと、蘇林討伐に向かった。慕容儁は殿中将軍慕輿根を加勢として派遣し、慕容恪は彼と共に蘇林軍を攻撃すると、蘇林を斬り殺して乱を鎮圧した。
同時期、王午は配下の将軍秦興に殺され、その秦興もまた呂護に殺された。呂護は王午同様に安国王を自称すると、引き続き魯口の支配を継続した。
同月、慕容恪は前燕の群臣500人と共に、皇帝璽を奉じて慕容儁の下へ出向くと、冉魏を滅ぼして中原の統治者となった事を理由に帝位に即くよう要請した。慕容儁はこれを受け入れ、帝位に即く事を決断した。11月、即位の前準備として、慕容儁は前燕の歴史の中で始めて百官を設置し、朝廷としての体裁を整えた。慕容恪は侍中に任じられた。その後、慕容儁は日を選んで正陽殿において皇帝位へ即いた。やがて衛将軍に任じられた。
元璽2年（353年）3月、後趙でかつて衛尉を務めていた李犢が常山で数千の兵を集め、前燕の統治に反抗して普壁塁に立て籠もった。5月、慕容恪は李犢の討伐を命じられると、出撃してすぐさまこれを降伏させた。その後、更に東へ進んで魯口を守る呂護を攻撃した。
12月、慕容恪は撫軍将軍慕容軍・左将軍慕容彪らと共に幾度も上表し、給事黄門侍郎慕容覇には命世の才（世に名高い才能）があるとして、大任を委ねるよう勧めた。慕容儁はこれを容れ、慕容覇を使持節・安東将軍・北冀州刺史に昇進させ、常山を鎮守させた。
元璽3年（354年）2月、慕容恪は魯口を包囲し、3月にはこれを陥落させた。呂護は城を脱出して逃走を図ったが、前軍将軍悦綰がこれを追撃して大いに攻め破った。呂護自身はかろうじて野王に逃れるも、その配下は尽く降伏した。これにより前燕の領土はさらに拡大した。
4月、慕容恪は太原王に封じられると共に、仮節・大都督・大司馬・侍中・録尚書事を拝命した。これ以降、慕容恪は太尉封奕・司徒慕容評・司空陽騖と共に群臣の筆頭となり、朝政を統括していった。

#### 段部討伐
段部の首領段龕はかつて冉閔の乱が起こった際、その混乱に乗じて本拠地の令支から兵を率いて南下を開始し、さらに東に進んで広固（現在の山東省濰坊市青州市の北西）に拠点を構えると、その勢力を大きく広げていた。また、自ら斉王を名乗り、東晋に称藩を申し入れ、朝廷より鎮北将軍に任じられていた。
元璽4年（355年）10月、段龕は慕容儁へ書簡を送り、中表の儀（東晋建国時に誓った忠誠）に背いて皇帝に即位した事を強く非難した。慕容儁はこの書を見ると甚だ激怒し、討伐を決断した。
11月、慕容儁は太原王慕容恪を征討大都督・撫軍将軍に任じて段龕討伐を命じ、陽騖・慕容塵も副将として従軍させた。その一方で、彼は段龕の勢力が強盛である事を憂慮していたので、出発に際して慕容恪へ「もし段龕が対岸に軍を並べて拒んでおり、渡河する事が出来なかったならば、代わりに呂護を攻めてから還るのだ」と忠告した。
12月、慕容恪はまず軍を分けて軽騎兵のみを先に黄河北岸へ到達させると、段龕の動向を伺いながら船を用意して渡河の準備を進めた。段龕は兵を出さずに慕容恪を待ち構えたので、妨害を受ける事は無かった。
元璽5年（356年）1月、慕容恪が渡河を果たして広固から200里余りの所まで進撃すると、段龕は兵3万を率いてこれを迎え撃った。両軍は淄水の南で交戦となったが、慕容恪はこれを大破して弟の段欽を捕らえ、右長史袁範らを討ち取り、数千人の士卒を降伏させた。また、段龕配下の王友辟閭蔚を捕らえると、慕容恪は彼が賢人である事を聞いていたので、人を派遣して招こうとしたが、戦傷により既に亡くなっていた。段龕は広固に逃げ戻って城を固守したので、慕容恪はそのまま軍を進めて城を包囲した。
2月、段龕の治める諸城に使者を派遣し、降伏を促した。これにより、段龕が任命した徐州刺史王騰・索頭部の単于薛雲らは衆を挙げて来降した。慕容恪は王騰に今まで通りの職務を委ねて陽都を鎮守させた。
諸将は慕容恪へ速攻を勧めたが、これに慕容恪は「用兵の道というのは、有る時は緩をもって敵に勝ち、有る時は急をもって攻め取るものであり、これを見極めることが肝要である。もしお互いの軍勢が均衡しており、敵に強力な援軍があって背後を突かれる危険がある場合には、急攻した方がよいであろう。その速さこそが大利であると言える。もし我が軍の方が敵より優勢であり、外からの救援も無ければ、力で制するには充分であるから、ただ束縛して守りを固めて疲弊するのを待てばよい。兵法のいう『十囲五攻』とは、まさにこの事である。段龕はその賊党と恩で結しており、兵の心もまだ離れていない。済南の戦い（淄水の南での合戦）においては、段龕の兵は精強であったが、単に無策であったために敗北に至ったまでである。しかし今は、天険をもって城を固めており、軍の上下は心を一つにしている。攻守の勢いは倍しており、これこそ軍の常法である。もし我が精鋭をもって攻勢に出れば、数旬と掛からずに攻略する事が出来るであろうが、恐らく我が士兵に少なからず損害が出てしまうであろう。中原での戦いが始まって以来、兵は安寧を取る事が出来ておらず、我はいつもその事を考え、夜に眠る事すら忘れるくらいだ。どうして人命を軽んじてよいものだろうか！持久をもってこれを攻めとるとする。功の速さを求めてはならんぞ！」と答えた。これを聞いた諸将はみな「とても及ぶところではありません」と感嘆し、軍中の兵卒はこれを聞くと皆喜んだという。
ここにおいて慕容恪は深い塹壕を掘ると共に土塁を堅固に仕立て、さらに畑を耕して長期戦の構えを取った。青州の民は段龕の敗亡を悟り、先を争って前燕軍へ食糧を供給するようになった。
8月、段龕は一族の段蘊を東晋に派遣して救援を要請すると、穆帝はこれに応じて北中郎将・徐州刺史荀羨を救援に派遣した。だが、荀羨は前燕軍の強勢に恐れをなし、琅邪に至った所で進軍を止めた。この時、王騰が鄄城へ侵攻しており、荀羨はその隙を突いて陽都を攻めると、長雨に乗じてこれを攻略した。王騰もまたこれに敗れて戦死したが、荀羨はそのまま広固の救援には赴かずに軍を返した。
慕容恪は城の周囲の木々を伐採し、さらに糧道を断ったので、広固城内では飢餓により共食いが発生する有様であった。追い詰められた段龕は総力を挙げて城から打って出たが、慕容恪は敢えて陣営の中に引き入れてからこれを返り討ちにした。段龕は退却を図ったが、慕容恪は予め兵を分けて諸々の門に配置しており、退却しようとする段龕軍を散々に打ち破った。段龕自身はかろうじて単騎で城内に逃げ戻ったが、取り残された兵は全滅し、これにより城中の士気は激減した。
11月、段龕は遂に降伏を決断し、面縛して陣営へ出頭した。こうして斉の地は尽く平定され、慕容恪は段龕を朱禿（前燕から反逆して段龕に帰順していた）と共に薊に送還すると共に、斉の地に住まう鮮卑や羯族3千戸余りを薊に移住させ、残りの民については慰撫してこれまで通りの生活を約束した。慕容恪は鎮南将軍慕容塵に広固の鎮守を任せると、軍を返して帰還した。

#### 河南へ侵攻
光寿元年（357年）10月、東晋の泰山郡太守諸葛攸が東郡を攻撃し、武陽へ侵入した。慕容儁は大司馬慕容恪に迎撃を命じ、司空陽騖と楽安王慕容臧にも従軍させた。慕容恪は諸葛攸を返り討ちにして泰山へ退却させた。
同月、東晋の北中郎将謝万は当時、梁・宋の地に駐屯していたが、慕容恪襲来の報を聞いて大いに恐れて軍を退却させた。慕容恪はそのまま軍を進めて黄河を超え、河南の地を攻略した。その後、汝南・潁川・譙・沛の各郡に守宰を置いてから帰還した。これにより前燕の支配地域は黄河以南にも及び、東晋には大きな脅威となった。
その後、さらに上党へ軍を進めて駐屯した。当時、上党郡出身の馮鴦は前燕の統治を拒んで安民城において自立していたが、慕容恪が到来した事により衆を挙げて再び前燕に降伏した。これにより前燕は河北の地を完全に領有した。
光寿2年（358年）10月、東晋の諸葛攸が再び軍を率いて東郡へ襲来したが、慕容恪が迎撃に出ると、諸葛攸は軍を退いた。

### 幼主の補佐

#### 慕容儁の死
12月、慕容儁は病を発して床に伏せがちになると、慕容恪を呼び出して「この病は我の体を次第に弱めており、恐らくは治癒することはないであろう。短命で生涯を終えることになってしまったが、恨む事などない。ただ心配なのは、未だ二寇（東晋・前秦）の脅威が除かれておらず、景茂（慕容暐の字）もまだ幼少である事だ。とても国家の多難を乗り切れるとは思えない。そこで古の宋の宣公に倣い、社稷を汝に任せようと考えている（宣公は自らの子與夷ではなく、弟の穆公を後継ぎとした）」と述べ、慕容恪に帝位を譲ろうとした。これに慕容恪は「太子はまだ幼いとはいえ、天より聡聖を与えられております。必ずや残虐なる者どもに勝利をおさめ、刑措（犯罪の無い世界）をもたらすことでしょう。正統を乱してはいけません」と述べると、慕容儁は「兄弟の間で、どうしてうわべを飾る必要があるのか！」と怒った。この言葉に慕容恪は「陛下がもし臣（慕容恪）を、天下（皇帝）の任に堪え得る者とお考えであるならば、どうして幼主（慕容暐）の補佐が出来ないと思われるのでしょうか！」と訴え、後継に立つより補佐に回る事を求めた。この言葉を聞くと慕容儁は大層喜んで「もし汝が周公のように事業を行ってくれるのであれば、憂うることなど何もない（周公旦は、甥である周朝第2代王の成王が幼少の時に摂政となったが、成人すると政権を返して臣下の地位に戻った）。李績は清方にして忠亮な男であるから大事を任せられるだろう。汝はこれを善く遇するように」と述べた。
光寿4年（360年）1月、慕容儁は病状が少し回復すると、鄴において大々的に閲兵を行い、慕容恪と司空陽騖に命じて前秦・東晋の征伐を敢行しようとした。だが、すぐに病状が悪化してしまい、取りやめとなった。慕容儁は死を悟ると、慕容恪・陽騖・慕容評・慕輿根らを呼び寄せて輔政を委ねる遺詔を遺し、やがて崩御した。
群臣たちはみな慕容恪に後を継ぐよう求めたが、彼は「国には儲君（皇太子である慕容暐）がおられる。我の節ではない」と固辞したので、予定通り慕容暐が帝位に即いた。慕容恪は太宰・録尚書事に任じられ、周公旦の故事に倣って事実上の摂政となり、百官の筆頭として朝政を主管した。また、太傅慕容評・太保陽騖・太師慕輿根がその補佐に当たった。

#### 慕輿根の乱
朝廷の重臣の一人である慕輿根は先代からの旧臣であったが、過去の勲功をひけらかす事がしばしばあり、その挙動には傲慢さが満ちていた。また、心中では慕容恪の事を見下しており、隙あらば朝廷を混乱させて自らが政権を掌握しようと考えていた。当時、皇太后の可足渾氏は政治に深く介入していたので、慕輿根はこれを契機とみて慕容恪へ「今、主上（慕容暐）はまだ幼く、母后（可足渾氏）は政事に深く干渉しております。殿下（慕容恪）は楊駿や諸葛元遜（諸葛恪）の身に起こった変事をよく考え、自らの身の安全を保つにはどうすべきかよくお考え下さい。それに、天下を定めたのはまさしく殿下の功績（中原を制圧した事を指す）であり、兄が死んで弟が受け継ぐのは古今の習わしでもあります（殷の時代の法であった）。先帝の埋葬が済み次第、主上を廃立して代わって王になられるのが宜しいかと思います。殿下が自ら尊位（皇帝の位）に即くことで、この大燕に無窮の幸福をもたらすことになりましょう」と進言し、両者を仲違いせようとした。だが、この発言に慕容恪は憤慨し「公（慕輿根）は酔っているのか。何というたわけた事を言うのだ。我と公は先帝より遺詔を受けているというのに、どうしてそのような議論をするのだ。昔、曹臧（春秋時代曹の宣公の子の公子欣時、字は子臧）と呉札（春秋時代呉の公族季札）はいずれも家難の際にあったが、それでもなお君主となる事はその節に非ずと言ったのだ。今、儲君（皇太子の事。ここでは慕容暐の事）が後を継いで四海を患いなく国を統べているというのに、遺言を受けた宰輔（宰相）がどうして私議を語るのか！公は先帝のお言葉を忘れたというのか」と叱責したので、慕輿根はひどく恥入り、謝罪して退出した。
慕容恪はこの一件について弟の慕容垂へ告げると、彼は慕輿根を誅殺するよう勧めた。しかし慕容恪は「今、大喪（慕容儁の崩御）があったばかりであり、二隣（東晋と前秦）が隙を窺っている。山陵（慕容儁の陵墓）すらまだ建てられていないのに、宰輔（宰相）同士が殺し合ってしまえば、遠近の民の人心は離れてしまうだろう。今は忍ぶべきだ」と述べ、従わなかった。秘書監皇甫真もまた慕容恪へ「根（慕輿根）という男は、根はもともと凡庸な者に過ぎないのに、先帝の厚恩を賜って今の地位まで引き立てられたのです。しかしその本性は見識のない小人のままであり、それが先帝の崩御以来日に日にひどくなっております。このままでは大乱へ至ります。明公（慕容恪）は周公旦のごとき地位にあるからには、社稷を考えて速やかにこれを除くべきでしょう」と勧めたが、慕容恪は国内の動揺を憂えて従わなかった。
遂に慕輿根は武衛将軍慕輿干と結託し、慕容恪を同じく朝廷の重鎮である慕容評ともども誅殺しようと企むようになった。その為、慕輿根は可足渾氏と慕容暐の下へ出向くと、彼らへ向けて「太宰（慕容恪）と太傅（慕容評）が謀反を企てております。臣が禁兵（近衛兵）を率いて彼らを誅殺し、社稷を安んじることをお許しください」と偽りの進言を行った。可足渾氏はこれを信用して許可しようとしたが、慕容暐が「二公は国家の親賢（親族の賢臣）です。先帝により選ばれ、孤児と寡婦（慕容暐と可足渾氏）の補佐をしてくれているのです。必ずやそのような事はしません。それに、太師こそが造反を考えているのでないとも限らないでしょう！」と反対したため、取りやめとなった。
また、慕輿根は東土（中国の東側。前燕がかつて本拠地としていた遼西地方を指す）を懐かしみ、可足渾氏と慕容暐へ向けて「今、天下は混迷し、外敵も一つではありません。この国難を大いに憂えているところであり、東の地へ戻られるべきかと存じます」と訴え、還都を強行しようとしたが、慕容暐に止められた事もあった。
ここにおいて次第に慕輿根の反心が明らかとなり、これを聞いた慕容恪は遂に誅殺を決め、慕容評と謀って密かにその罪状を奏上した。これにより慕輿根は秘書監皇甫真・右衛将軍傅顔により捕らえられると、宮殿内で誅殺された。彼の妻子や側近も同じく罪に伏して処刑され、慕輿根ともども首は東市に晒された。
後に慕容恪は皇甫真へ「汝の建議に従わなかったせいで、もう少しで禍敗を引き起こすところであった」と述べ、忠告に従わなかった事を謝罪した。

#### 朝政を主管
建熙元年（360年）3月、慕容儁を龍陵に埋葬した。景昭皇帝と諡し、廟号は烈祖とした。
また、慕容恪は慕容垂を使持節・征南将軍・都督河南諸軍事・河南大都督・南蛮校尉・兗州牧・荊州刺史に任じ、梁郡睢陽県の蠡台を鎮守させた。さらに、孫希を安西将軍・并州刺史に、傅顔を護軍将軍に任じ、他の者もそれぞれ官爵を授けた。
当時、前燕で災難が続いていた事を理由に各々の郡より徴兵が行われたが、これに徴兵を受けた領内の民は大いに動揺し、命令を拒んで勝手に郷里に戻ろうとした。その為、鄴以南では道路が大いに混雑し、断絶してしまった。その為、慕容恪は傅顔に騎兵2万を与えて河南の地で観兵を行わせ、淮河まで到達したところで帰還させた。これにより、領内の動揺は静まると共に、その軍威は大いに盛んとなった。
11月、慕容儁の遺言に従い、李績を右僕射に推薦した。だが、慕容暐はかつて皇太子だった頃、李績に私生活の乱れについて苦言を呈された事があり、これに恨みを抱いていた。その為、慕容恪の申し出を認めなかった。慕容恪はその後も幾度も進言を繰り返したが、慕容暐は慕容恪へ「万機の事は叔父（慕容恪）に委ねているが、伯陽（李績の字）一人に関しては、この暐に裁かせてもらう」と取り合わず、遂に章武郡太守に左遷した。やがて李績は憂悶の余り亡くなった。
建熙2年（361年）2月、方士の丁進は慕容暐から重用を受けていたが、彼は慕容恪へ媚びを売ろうと思い、慕容評を殺して政権を独占するよう説いた。だが、慕容恪はこれに激怒して丁進を誅殺するよう上奏し、丁進を捕らえて処断した。

### 全盛期を築く

#### 野王攻略
野王に割拠している寧南将軍・河内郡太守呂護は名目上前燕の臣下であったが、密かに東晋へも帰順しており、前将軍・冀州刺史に任じられていた。361年2月、彼は東晋軍を招き入れ、鄴を強襲せんと目論んだ。
3月、呂護の計画が露見すると、慕容恪は朝堂において対応策を議して「遠方の人が従わない時、文徳を修治することにより帰順させるという。今、護（呂護）に対しては恩詔を以って降伏させるのが適当であり、兵をもって攻め滅ぼすべきではないと考えるが、どう思うかね」と、群臣へ尋ねた。皇甫真は「護（呂護）は9年の間に3度も王命に背いています。彼の姦心を推察しますに、依然として狂暴でねじまがったままであります。それに明公（慕容恪）は今、江湘の地で兵馬を休め、剣閣にその名を刻もうとしている所です。どうして護がこの機に乗じて都に接近し、殺戮しないと言えましょうか。ここは軍事謀略をもって彼を取り除くべきあり、檄文をもって降伏を諭しても彼を再度用いることは出来ますまい」と答えた。慕容恪はこの建議を採用して出征を決断し、自ら5万の兵を率いて呂護討伐に向かい、さらに皇甫真を冠軍将軍・別部都督に任じて1万の兵を与えて従軍させ、護軍将軍傅顔もまた従軍させた。前燕軍が野王に到着すると、呂護は籠城の構えを取ったので、慕容恪らは城を包囲して長期戦の構えを取った。
前燕の護軍将軍傅顔は「護（呂護）は窮寇を統合しており、王師（東晋軍）もまた既に臨んでおります。軍の上下は士気を失っており、敢えてこのまま進軍せずに状況を窺うだけでは、その螳螂の心（漁夫の利を狙う事）を広げるだけです。そうなれば士卒は怖気づき、これは敗亡の兆候と言えます。殿下は以前、広固が天険であり、守るに易く攻めるに難い地であったので、故に長久の策を選択されました。今、賊形は往時と同様ではなく、ここは急攻すべきと存じます。そうすれば、千金の費を省する事が出来ましょう」と述べ、軍費節減の為に速攻をかけることを進言した。だが、慕容恪は「護（呂護）は老賊であり、幾度も変心をしてきた。あの防備をみるに容易には落とせぬであろう。黎陽を攻めた時、多くの精鋭を死なせたが、ついに攻略する事が出来ず、得られたのは困辱のみであった。今、窮した城を包囲しており、周囲の木々を伐採して道を断っている。内にあっては蓄積は無く、外からの強援も無いのだ。我は堀を深くして塁を囲み、将卒を休養させると共に、高官を美貨でもって離間させよう。事が広まれば勢いも窮するかた、その隙に動けばよい。我らは労せずして寇は日に日に疲弊し、10旬と過ぎずに必ずや攻め取れるであろう。兵を刃で血に染めずとも、座して勝利を収められるのだ。どうして士卒の命を無駄にして、一時の利を求めようか！」と述べ、これを退けた。
8月、数か月に渡る包囲により追い詰められた呂護は、配下の張興に精鋭7千を与えて突撃させたが、傅顔はこれを撃退して張興を討ち取った。食糧が尽きた呂護は皇甫真の陣営へ夜襲を仕掛けたが、皇甫真はこれを予期して警戒を強化していたので、突破を許さなかった。慕容恪はこの隙に攻撃を仕掛けると、呂護の将兵は大半が死傷し、呂護は妻子を棄てて滎陽へ逃走した。これにより野王は陥落し、慕容恪は野王の民を厚く慰撫して食糧を支給した。また、呂護の将兵については鄴へ移らせたが、その他の者については望み通りにさせた。さらに、呂護の参軍であった梁琛を中書著作郎に抜擢した。
9月、并州に割拠する張平が前燕に背いて平陽・雁門を攻撃し、将軍段剛・韓苞や雁門郡太守単男が戦死した。だがその後、張平は前秦から攻撃を受けると、考えを改めて前燕に謝罪して救援を請うたが、慕容恪は張平が離反を繰り返していたので救援を送らなかった。これにより、遂に張平は前秦軍に敗れて殺された。

#### 洛陽制圧
建熙5年（364年）8月、慕容恪は東晋の勢力下にあった旧都洛陽を目論み、まず使者を派遣して周囲の士民を招納させると、遠近の砦は次々と前燕に帰順した。また、太宰司馬悦希を盟津に進軍させ、さらに豫州刺史孫興を成皋に軍を分けて配し、悦希の援護をさせた。
同月、東晋の冠軍長史沈勁（沈充の子）は勇士1000人余りを引き連れて洛陽の守将である陳祐の加勢に馳せ参じ、前燕軍をしばしば破った。
9月、洛陽の兵糧が尽きて援護も断たれると、陳祐は500人だけを沈勁に預けて洛陽を守らせ、自らは逃走してしまった。
同月、悦希は兵を率いて河南へ侵攻し、諸々の砦を尽く降伏させた。
建熙6年（365年）2月、慕容恪は呉王慕容垂と共に出撃し、洛陽へ進撃した。到着すると、諸将へ「卿等はいつも我が積極的に攻撃を仕掛けないと不平を言っていた。今、洛陽は城壁高くとも兵は弱く、勝つのは容易いであろう。ここで畏懦して怠惰に流れてはならぬぞ」と鼓舞し、全軍でもって総攻撃を掛けた。3月、慕容恪は洛陽の金墉城（洛陽城の東北にあり、防衛上の拠点となる城）を陥落させ、寧朔将軍竺瑶は襄陽へ逃走した。また、冠軍長史沈勁を捕らえたが、彼は自若として少しも畏れなかったので、慕容恪はただ者では無いと考え、罪を赦そうとした。だが、中軍将軍慕輿虔は「沈勁は確かに奇士といえましょうが、あの志度を見るに二君には仕えないでしょう。今、もしこれを赦したならば、必ずや後の患いとなりましょう」と反対し、処刑を勧めた、その為、諦めて処刑した。
慕容恪は余勢を駆って西進し、崤山・澠池の境まで進出したので、前秦は大いに震え上がり、前秦君主苻堅は自ら陝城へ出向いて侵攻に備えた。だが慕容恪はこれ以上の転戦は行わず、左中郎将慕容筑を仮節・征虜将軍・洛州刺史に任じて金墉を守らせ、慕容垂を都督荊揚洛徐兗豫雍益涼秦十州諸軍事・征南大将軍・荊州牧に任じ、兵1万を与えて魯陽を鎮守させると、自らは軍を返して鄴へ帰還した。
帰還した後、慕容恪は属官へ「我はかつて広固を平らげた時、辟閭蔚を救う事が出来なかった。今、洛陽を定めたが、沈勁を戮する事になってしまった。いずれも我が本心ではないが、それでもこの身は元帥であるのだ。実に四海に愧じなければならぬ」と語ったという。
建熙7年（366年）3月、当時前燕国内では水害や旱魃が多発していた。これを受け、慕容恪は慕容評と共に進み出て慕容暐へ稽首し、太宰・大司馬・太傅・司徒の章綬を返上して邸宅に帰ることを願い出た。慕容暐は天災の責任を問うものではないとして訴えを退けたが、慕容恪・慕容評らはなおも政権を返上する事を請うたので、慕容暐は激怒して2人が提出した辞表を破り捨てた。これにより慕容恪・慕容評らも遂に考えを改めた。

### 呉王推挙と死
建熙8年（367年）4月、慕容恪は病を患うようになった。死期を悟った彼は慕容暐へ「呉王垂（慕容垂）の将相（将軍と宰相）の才覚は臣に十倍します。先帝（慕容儁）は幼長の序列を重視して臣を先に取り立てたに過ぎません。臣が死んだ後は、どうか国を挙げて呉王を尊重なさって下さい」と進言した。
また、慕容恪は自らが不在となった後の政治を深く憂慮しており、慕容評は猜疑心が強い人物であることから、大司馬の位を人望ある者には授けないのではないかと心配していた。その為、慕容暐の庶兄である安楽王慕容臧を呼び出すと。彼へ向けて「今、勁なる秦（前秦）が跋扈し、強なる呉（東晋）は従おうとしておらず、二寇はいずれも進取を企んでおり、ただ行動を起こす切っ掛けが無いに過ぎないのだ。そもそも安危は人を得られるかに掛かっており、国の興は賢輔を得られるかに掛かっている。もし才を推して忠なる者に任せる事が出来れば、宗盟は和して一つとなり、四海すら図るには足りないであろう。どうして二虜（前秦・東晋）ごとき難となりえようか！我は常才でありながら、先帝より顧托の重を受け、いつも関・隴を掃平し、甌・呉を蕩一したいと考えてきた。先帝の遺志を継いで成し遂げ、これまでの重任に謝する事をこい願ってきたが、病は改善する事なく長引いている。恐らくこの志を遂げる事は出来ないであろうが、恨むことなどない。呉王（慕容垂）は天資の英傑であり、その経略は超時している。司馬（大司馬）の職は兵権を統べるもでのであり、人を誤ってはならぬのだ。我が死した後は、必ずやこれに授けるように。もし親疎の順序を考えるのであれば、汝ではなく沖（慕容沖）に授けられるだろう。だが、汝らは才識明敏といえども、多難には堪えられないであろう。国家の安危は実にここにあるのだ。利に目がくらんで憂いを忘れ、大悔に至る事の無いように」と忠告し、また慕容評にも同様の忠告を残した。
5月、病がいよいよ重篤となると、慕容暐は自ら見舞いに出向いて後事を問うた。すると慕容恪は「臣が聞くところによりますと、恩に報いるには賢人を薦めるのが最上であると言います。賢者であれば、例え板築（下賤）であっても宰相とするには足りましょう。ましてや近親の者ならなおさらです！呉王は文武に才能を兼ね備え、管（管仲）・蕭（蕭何）にも匹敵します。もしも陛下が彼に大政（国家の政治）を任せれば、国家は安泰です。そうでなければ、必ずや秦か晋に隙を窺われましょう」 と語り、再び慕容垂を重用するように言い残した。
その後、間もなくこの世を去った。国中の人々は皆その死を痛惜したという。桓王と諡された。

## その後
慕容恪の死後は慕容評が国権を握ったが、彼は慕容恪の遺言には従わずに慕容沖を後任の大司馬に据え、次第に慕容垂は遠ざけられた。慕容垂は慕容恪の死に乗じて侵攻してきた東晋軍を撃退するなど功績を重ねたが、これによりさらに慕容評の恨みを買い、さらに皇太后の可足渾氏にも疎まれたため、身の危険を感じて前秦の苻堅の下に亡命してしまった。
その後、前燕は前秦の宰相王猛らの攻勢により徐々に劣勢に立たされ、まず洛陽が陥落した。そして、晋陽や上党など主だった都市も次々と陥落し、慕容評率いる30万の精鋭軍も王猛の前に大敗を喫した。最期には苻堅自ら率いる10万の侵攻を受けて首都の鄴は陥落した。慕容暐は捕縛されて前秦の首都長安に連行され、前燕はあっけなく滅亡した。慕容恪の死からわずか3年のことであった。
慕容垂は前秦の将軍として前燕滅亡後も活躍を続け、晩年には後燕を建国することになる。

## 人物

### 若い頃
幼い頃から慎み深く温厚であり、感情を余り表に出さず、度量の大きい人物であった。15歳にして身長は八尺七寸にもなり、容貌は魁傑（体格に優れて逞しい事）となり、雄毅（雄々しく意志が強い事）・謹厳（軽はずみに動かず、真面目で厳かな事）な人物に成長した。また、いつも統治の在り方や国家の身の処し方、天下の趨勢について論じるようになった。やがて父の征伐にも幾度も従軍するようになり、臨機応変に戦うと共に多くの優れた策を献じ、大いに功績を上げたという。

### 政治家として
宰相として全権を握るようになって以降も、朝廷における礼節は謹厳に遵守した。何か事が起きた際は必ず慕容評と合議を行い、決して専断するようなことはなかった。士と接する時はどのような相手でも偏見を持たずに謙って待遇し、善道について諮問したという。また、人を取り立てる時はその才覚を量って適切な任を授け、過ぎた位を与える事は無かった。これによって朝廷は公明正大となり、封爵や任官・法制などにおいて通例に違うものは無くなった。
臣下や属官に過失があっても感情を露わにする事は無かったが、その内容や状況を考慮した上で他の官位に異動させ、これをもって処罰とし、倫（事物の道理・筋道）を失するような事はなかった。これにより当人は大いに反省し、二度と行わないのが常であった。それでも再び過ちを犯した者へは、自ら「汝は再び宰公に官を戻す事を望めると思うか！」と叱責したという。これにより百官はその徳に教化され、罪を犯す者はほとんどいなくなった。
前燕の僕射悦綰は、慕容恪の死後、「慕容恪の政治は寛和を第一とし、民の多くがこれに従いました。『春秋』によれば『徳有る者は寛をもって衆人に臨み、猛はそれに次ぐ』といいます」と述べ、慕容恪を称えると共に、暗に現在の慕容評の統治を批判している。

### 司令官として
士卒へ対しては威圧的な態度で接する事は無く、恩徳と信義によって動かした。また、大まかな原則のみを把握させ、細かい規則や厳しい軍令で苦しませる事はしなかったので、みな安心して軍営に身を置く事が出来た。兵士が法を犯す事があっても、非常時でない限りは寛大な処遇を行ったが、賊を捕らえて処刑した際にその首を軍中に晒する事で、本来罪を犯せばこうなるという事を示して戒めた。このように普段は寛容さを第一として軍を束ねていたので、その陣営は一見すると整っておらず、乗じる隙があるようにも見えていたが、その防御と警備体制は甚だ厳密であり、敵軍の中で近づく事の出来た者は誰一人いなかった。故に彼は最後まで敗戦を喫する事は無かったのだという。

## 評価
北魏の宰相崔浩は拓跋嗣（明元帝）との語らいの中で「王猛が国を治める様は苻堅にとっての管仲であり、慕容玄恭が幼主を輔ける様は慕容暐にとっての霍光であり、劉裕が禍乱を平らげる様は司馬徳宗にとっての曹操です」と評している。
唐代の史館が選んだ中国史上六十四名将の一人に選出されている（武廟六十四将）。他に五胡十六国で選ばれているのは王猛だけである。また、『十七史百将伝』や『広名将伝』でも取り上げられ、高い評価を受けている。

## 逸話
- 建熙元年（360年）、慕容儁が死亡したとの報が東晋に届くと、朝臣達は中原奪還の好機と勇み立った。だが、大司馬桓温は「慕容恪がなお存在している。憂いは大きくなったといえよう」と語ったという[26]。

- 建熙元年（360年）2月、慕輿根が誅殺された後の事、慕容儁崩御から日も経っていないうちに反逆者の誅殺という事件が起こったので、内外の人々は恐々とした。だが、慕容恪は普段と変わらぬ態度と行動を取り、顔色も変わらなかった。また、出入りの時にはいつも従者さえ連れずに一人で歩いたため、ある者が警戒を強めるよう忠告したが、慕容恪は「人情は恐々としており、まさにこれを安堵させて鎮める事が先決である。自らが驚擾としてしまっていたら、衆は一体誰を仰ぐというのか！」と述べた。これにより次第に人心は落ち着いていった[26]。

- 前燕滅亡後、前秦の王猛が鄴の統治に当たる事となったが、彼の命令は厳明であり軍中で身勝手に行動を起こす者はおらず、その政治は寛大であり法令は簡潔であった。そのため、民は安心して生業に精を出せるようになり、彼等は互いに「今日、太原王（慕容恪）の治世が甦るとは思いもよらなかった！」と喜び合った。これを聞いた王猛は嘆息して「慕容玄恭（慕容恪の字）は真に奇士（才智が突出している人の事）である。これこそ古の遺愛というべきだ」と述べ、太牢を設けて慕容恪を祀ったという[39]。

- 建熙9年（368年）9月、当時の前燕では王公貴族や豪族が、蔭戸（私的に隠し持っている戸籍）を密かに所有するといった事が横行しており、国家が徴収する租税は減少していた。尚書左僕射悦綰はこの状況を憂えて慕容暐へ上表し、蔭戸を廃して郡県に返還し、国庫を充足させるべきであると訴えた。その際に「太宰（慕容恪）の政治は寛大でありましたが、それ故に人々の多くが隠れて事をなすようになりました」とも述べており、慕容恪の寛和を尊ぶ政治方針が貴族や豪族の増長を許す事となったと伝えている（但し『十六国春秋』では、悦綰の発言は太宰ではなく太傅（慕容評）に対するものと表記しており、慕容評の失政を非難する内容となっている）。

## 子孫
子に慕容楷・慕容紹・慕容粛がいる。慕容楷は慕容垂が前秦に亡命した際にも付き従い、後の後燕建国に貢献している。慕容紹も同じく慕容垂に従って活躍している。
慕容粛は前秦が淝水の戦いに敗北して後に崩壊していく際、従兄弟である慕容暐に従い、苻堅暗殺を謀ったが発覚し処刑された。
東魏の名将である慕容紹宗は慕容恪の末裔といわれている。